# Andorra en los Juegos Olímpicos de Lake Placid 1980
Andorra estuvo representada en los Juegos Olímpicos de Lake Placid 1980 por un total de 3 deportistas que compitieron en esquí alpino.
El portador de la bandera en la ceremonia de apertura fue el esquiador Carlos Font. El equipo olímpico andorrano no obtuvo ninguna medalla en estos Juegos.